# Guitar World
Guitar World è una rivista musicale statunitense che debuttò ufficialmente nel luglio 1980 con Johnny Winter in copertina.
Nei suoi 30 anni di storia, Guitar World ha intervistato gran parte dei più famosi chitarristi di genere rock, compresi David Gilmour, Jimmy Page, Tony Iommi, Ritchie Blackmore, Joe Satriani, Steve Morse, Slash, Eric Clapton, Steve Vai, Zakk Wylde, Dimebag Darrell, Joe Perry, Kirk Hammett, Eddie van Halen e John Petrucci.
Dal gennaio 2005, Guitar World iniziò a inserire insieme alla rivista anche speciali CD contenenti tracce audio e video esclusivi, interviste e lezioni di chitarra.
La rivista ha anche pubblicato la classifica 100 migliori assoli di chitarra, in cui sono appunto riportati i migliori assoli di tutti i tempi, scelti in base ad una votazione dei lettori. Di sotto sono elencate le prime trentuno posizioni:
1. "Stairway to Heaven" dei Led Zeppelin, eseguito da Jimmy Page
2. "Eruption" dei Van Halen, eseguito da Eddie van Halen
3. "Free Bird" dei Lynyrd Skynyrd, eseguito da Allen Collins e Gary Rossington
4. "Comfortably Numb" dei Pink Floyd, eseguito da David Gilmour
5. "All Along the Watchtower" dei The Jimi Hendrix Experience, eseguito da Jimi Hendrix
6. "November Rain" dei Guns N' Roses, eseguito da Slash
7. "One" dei Metallica, eseguito da Kirk Hammett
8. "Hotel California" dei Eagles, eseguito da Joe Walsh e Don Felder
9. "Crazy Train" di Ozzy Osbourne, eseguito da Randy Rhoads
10. "Crossroads" dei Cream, eseguito da Eric Clapton
11. "Voodoo Child (Slight Return)" dei The Jimi Hendrix Experience, eseguito da Jimi Hendrix
12. "Johnny B. Goode" di Chuck Berry, eseguito da Chuck Berry
13. "Texas Flood" di Stevie Ray Vaughan, eseguito da Stevie Ray Vaughan
14. "Layla" dei Derek and the Dominos, eseguito da Eric Clapton e Duane Allman
15. "Floods" dei Pantera, eseguito da Dimebag Darrell
16. "Heartbreaker" dei Led Zeppelin, eseguito da Jimmy Page
17. "Cliffs of Dover" di Eric Johnson, eseguito da Eric Johnson
18. "Little Wing" dei The Jimi Hendrix Experience, eseguito da Jimi Hendrix
19. "Highway Star" dei Deep Purple, eseguito da Ritchie Blackmore
20. "Bohemian Rhapsody" dei Queen, eseguito da Brian May
21. "Time" dei Pink Floyd, eseguito da David Gilmour
22. "Sultans of Swing" dei Dire Straits, eseguito da Mark Knopfler
23. "Bulls on Parade" dei Rage Against the Machine, eseguito da Tom Morello
24. "Fade to Black" dei Metallica, eseguito da Kirk Hammett
25. "Aqualung" dei Jethro Tull, eseguito da Martin Barre
26. "Smells Like Teen Spirit" dei Nirvana, eseguito da Kurt Cobain
27. "Pride and Joy" di Stevie Ray Vaughan, eseguito da Stevie Ray Vaughan
28. "Mr. Crowley" dei Ozzy Osbourne, eseguito da Randy Rhoads
29. "For the Love of God" di Steve Vai, eseguito da Steve Vai
30. "Surfing with the Alien" di Joe Satriani, eseguito da Joe Satriani
31. "Stranglehold" di Ted Nugent, eseguito da Ted Nugent

È inoltre presente una classifica dei 100 migliori chitarristi, di sotto elencate le prime 10 posizioni: 
1. Eddie van Halen
2. Brian May
3. Alex Lifeson
4. Jimi Hendrix
5. Joe Satriani
6. Jimmy Page
7. Tony Iommi
8. Stevie Ray Vaughan
9. Dimebag Darrell
10. Steve Vai